# Fiołek mandżurski
Fiołek mandżurski (Viola mandshurica W.Becker) – gatunek roślin z rodziny fiołkowatych (Violaceae). Występuje naturalnie na Rosyjskim Dalekim Wschodzie, w Chinach (w Anhui, Hebei, Heilongjiang, Henanie, Jilin, Liaoning, Mongolii Wewnętrznej, Shaanxi, Szantungu i Shanxi), na Tajwanie, Półwyspie Koreańskim oraz w Japonii. 

## Morfologia
PokrójBylina dorastająca do 6–18 cm wysokości, tworzy kłącza.
LiścieBlaszka liściowa ma kształt od podługowatego do owalnie lancetowatego lub eliptycznie lancetowatego. Mierzy 2–10 cm długości oraz 0,5–5 cm szerokości, jest karbowana na brzegu, ma nasadę od ściętej do klinowej i tępy wierzchołek. Ogonek liściowy jest nagi i ma 28–80 mm długości. Przylistki są równowąsko lancetowate.
KwiatyPojedyncze, wyrastające z kątów pędów. Mają działki kielicha o owalnie lancetowatym kształcie i dorastające do 5–7 mm długości. Płatki są odwrotnie jajowate lub podługowato odwrotnie jajowate, mają purpurową barwę oraz 11–15 mm długości, dolny płatek jest odwrotnie jajowaty, mierzy 15-23 mm długości, posiada obłą ostrogę o długości 5-10 mm.
OwoceTorebki mierzące 10-15 mm długości, o podługowatym kształcie.

## Biologia i ekologia
Rośnie w lasach, na łąkach, brzegach cieków wodnych, polach uprawnych i skarpach. 